# راقص الصحراء (فلم)
راقص الصحراء هو فيلم دراما بريطاني صدر سنة 2014 من إخراج ريتشارد ريموند وتأليف جون كروكر. الفيلم من بطولة ريس ريتشي وفريدا بينتو. يستند الفيلم إلى القصة الحقيقية للممثل والراقص الإيراني أفشين غفاريان، الذي خاطر بحياته من أجل تحقيق حلمه في أن يصبح راقصًا على الرغم من حظر الرقص في بلاده.

## الحبكة
تدور أحداث الفيلم في إيران، حيث يلخص قصة طموح أفشين غفاريان، الذي غامر بحياته هو وبعض أصدقائه في أوج التنافس للانتخابات الرئاسية سنة 2009، مشكلين شركة رقص تحت الأرض. تعلمت المجموعة الرقص من مقاطع فيديو لمايكل جاكسون وجين كيلي ورودولف نورييف على الرغم من حظر هذه المقاطع عبر الإنترنت في بلدهم. وإلى جانب أفشين توجد زميلة له مولوعة هي الأخرى بفن الرقص وتدعى إيلاه التي أدت الممثلة الهندية فريدا بينتو دورها، حيث تعلم كلا الراقصين الكثير من بعضهما البعض كما تعلما كيفية احتضان شغفهما بالرقص وشغفهما ببعضهما البعض.

## الممثلون
- ريس ريتشي في دور أفشين غفاريان
- فريدا بينتو في دور إيلاه
- نازانين بونيادي في دور باريسا غفريان
- توم كولين في دور أردفان
- ماراما كورليت في دور منى
- سيمون كاسيانيدس في دور ستار
- أكين غازي في دور فريد غفاريان
- تولجا سافير في دور ستيفانو
- مكرم خوري في دور مهدي.[4]

## الإنتاج
قام ريتشارد ريموند بأول تجربة إخراجية له في فيلمه الطويل هذا بالعمل مع مصمم الرقصات الشهير أكرم خان، الذي ظهرت أعماله في حفل افتتاح الألعاب الأولمبية في لندن 2012. أجرت فريدا بينتو جدول تدريب مكثف للدور الذي ستؤديه والذي ضم ثماني ساعات من إعادة لقطات الرقص يوميًا لمدة 14 أسبوعًا. تم إجراء جلسة تصوير للفيلم في قصر المهرجانات خلال اليوم الثالث من مهرجان كان السينمائي السنوي الخامس والستين في مدينة كان بفرنسا يوم الجمعة 18 مايو 2012. حصلت بعد ذلك شركة ريلاتيفتي ميديا على حقوق توزيع الفيلم في أمريكا الشمالية  سنة 2013 وذلك في الحدث السنوي المعروف "بسوق الفيلم الأمريكي".

## العرض
عرض راقص الصحراء لأول مرة في ألمانيا في 3 يوليوز 2014. كما افتتح مهرجان إسكيا العالمي للسينما والموسيقى في إيطاليا في 13 يوليوز 2014  تم عرض الفيلم في هونغ كونغ  لأول مرة في 28 غشت 2014 وفي الولايات المتحدة الأمريكية في 10 أبريل 2015.

## الاستقبال والنقد
تلقى الفيلم ردود فعل متباينة من النقاد. وفي شتنبر 2021 حصل الفيلم على نسبة موافقة بلغت 32% على الموقع الخاصة بمراجعة وتقييم الأفلام والمسلسلات المعروف باسم روتن توميتوز، بناءً على 44 مراجعة بمتوسط نقاط بلغ 5.3/10، حيث أجمع نقاد الموقع على أن "إيقاع فيلم راقص الصحراء ليس مقبولًا بتاتا، مما جعل منه دراما موسيقية لا تقدم المشهد الموعود".